# Federació Porto-riquenya de Futbol
La Federació Porto-riquenya de Futbol (FPF) és la entitat dirigent del futbol de Puerto Rico, fundada el 1940. Es va afiliar a la FIFA el 1960, una de les últimes a fer-ho en l'hemisferi Occidental. És la responsable de l'organització dels campionats disputats en el país, incloent la Selecció Nacional, el Puerto Rico Soccer League, la Lliga Nacional de Futbol de Puerto Rico, la Lliga Professional de Futbol de Puerto Rico, així com el Puerto Rico FC que disputa a North American Soccer League, que és equivalent la segona divisió dels Estats Units.
A causa del seu estatus únic en relació als Estats Units d'Amèrica, el govern del futbol a Puerto Rico ha estat diferent del format tradicional. El 14 de maig de 2008, la Federació va anunciar la creació de la Lliga de Futbol de Puerto Rico, la primera lliga unificada en la història del futbol de l'illa.

## Presidents
1. Paco Bueso
2. José Laureano Cantero
3. Cristo Manuel Romero Sánchez (1968-1969)
4. José Maria Arsuaga
5. Dr. Roberto Monroig Pérez (1975-1981 i 1984-1994)
6. Esteban Rodríguez Estrella (1982-1984)
7. Luis Russi Dilán (1994-2002)
8. Joe Serralta (2004-2010)
9. Eric Labrador (2011-2019)
10. Iván Rivera Gutierrez (2019-)[1]